# 板谷勘右衛門
板谷 勘右衛門（いたや かんえもん 1875年9月4日 - 1941年5月1日）は日本の政治家。

## 来歴
1875年地元の地主である板谷助右衛門の長男として生まれる。新潟商業学校を卒業後農業に従事していたが、1913年剱地村会議員選挙に出馬し当選、さらに鳳至郡会議員、1919年には立憲政友会に属して石川県会議員に当選。
その後長らく剱地村長をつとめたのち、長年地方自治に尽くした功績で1939年8月1日紺綬褒章を受章した。1941年5月1日に76歳で死去。きく夫人との間に3男2女がある。